# Atlantide (gruppo musicale)
Gli Atlantide sono stati un gruppo rock progressivo ed hard rock italiano, formato dai quattro fratelli Sanseverino nel 1973.

## Storia
Gli Atlantide furono fondati dai quattro fratelli Sanseverino nel 1973 a Cirigliano, un piccolo comune della Basilicata ex-Lucania, per poi trasferirsi a Rottweil in Germania, dove ebbero un buon successo. In questo primo periodo furono importanti le collaborazioni con band come gli Scorpions, i Message e gli Atlantis, che li portarono ad avere una certa notorietà ed il consenso della critica. Forse anche per queste premesse, gli Atlantide si trovarono ad essere una band peculiare rispetto al rock progressivo italiano, dimostrando più affinità con sonorità dell'hard rock britannico alla Black Sabbath ed Atomic Rooster o con band tedesche come quelle già citate.
In questo contesto, la band scelse di autoprodurre con l'etichetta S Records l'album dal titolo Francesco ti ricordi, che uscì nel 1976 con distribuzione Ohr. Il disco vedeva il cantato in italiano e testi attribuibili a Francesco Fortuna, loro cugino, anch'egli originario di Cirigliano. Le sonorità del disco, dominate dalla heavy-progressive music, vedevano la chitarra marcata dal caratteristico suono fuzz. Nell'immediato il disco non raggiunse però un gran successo di vendita, anche a causa della limitata distribuzione, che veniva compensata dalla distribuzione che la band faceva durante i concerti. Questo aspetto rese però il disco molto raro negli anni seguenti, diventando un oggetto del desiderio per molti collezionisti, quotato milioni di lire. Negli anni '90 la casa di distribuzione tedesca, che aveva in giacenza un gran numero di copie del disco, ricominciò a venderle fino ad esaurimento, abbassando notevolmente il valore di mercato del disco, che si attesterà poi intorno ai 350/500 euro. Francesco ti ricordi venne poi ristampato nel 1994 dalla Mellow Records, e nel 2014 dalla Mellotron Records.
Nel 1991 ebbero una piccola parte, accanto a Milva, nel film Amaurose di Dieter Funk.
Nel 2002 si tenne il loro ultimo concerto. Gli Atlantide smisero di suonare dopo la perdita di Leonardo Sanseverino, il fratello tastierista ed organista, morto nel 2006.

## Formazione
- Leonardo Sanseverino organo e sintetizzatore
- Domenico Sanseverino voce e chitarra
- Mario Sanseverino basso
- Matteo Sanseverino batteria

## Discografia

### Album
- 1976 - Francesco ti ricordi (S, SP 1476)